# プロボウリング男子新人戦
プロボウリング男子新人戦（プロボウリングだんししんじんせん）は、日本プロボウリング協会主催による、デビュー3年目までのプロボウラーと一部アマチュア選手を交えたボウリングの新人トーナメントである。

## 概要
- 有資格者　直近3年間のプロテスト合格を果たした選手（JPBA有資格選手含む）、およびアマチュア選手を合計して58名とする（2021年）[1]

- 直近3年であっても当大会で優勝した選手は次年度以後参加はできない。（勝ち抜き制）

- 大会はプロ・アマそれぞれの部門で行い、（以下2021年度の大会に基づく）[1]

- プロの部は初日に予選を36人で10ゲームを行い、そのスコア上位24人を対象に引き続き準決勝4ゲームを行う。

- 準決勝終了時点で、予選・準決勝を合計した14ゲームの通算成績により8名が2日目の決勝ラウンドロビンに進出する。

- 2日目の決勝ラウンドロビンは、8名の総当たり1ゲームずつを行い、その勝ち点上位3名により、テレビ決勝トーナメントを行う。

- テレビ決勝トーナメントは、ステップラダー方式によって行うが、優勝決定戦は2・3位の選手が勝利（すなわち1位選手が敗退）した場合は、改めて優勝決定リマッチ（再試合）を行う。事実上アドバンテージ付き2戦2勝方式（1位選手にはあらかじめ1勝分付与）である。

- アマチュアの部は初日に28人で予選10ゲームを行い、そのスコア上位12人を対象に引き続き準決勝4ゲームを行う。

- 準決勝終了時点で、予選・準決勝を合計した14ゲームの通算成績により2名が2日目に行うテレビ決勝戦に進出し、テレビ決勝戦1ゲームの勝者が優勝となる。

- プロの部優勝者には50万円の賞金、アマチュアの部優勝者は記念品が贈呈されるほか、パーフェクト賞もある。
- 近年は毎年8月に開催され、2019年より会場がドリームスタジアム太田（群馬県）であることから「ドリスタカップ」と冠される。

## 関連大会
- プロボウリングレディース新人戦